# Karla Kanora
Karla Gabriela Quiñónez Vilela (Esmeraldas, 25 de diciembre de 1976), más conocida como Karla Kanora, es una cantante y compositora ecuatoriana de géneros como el pop y la balada. Fue integrante del grupo Habanna Express; como solista sus mayores éxitos son «Solo tú», «Falso Malo», «Por Amor», «Seré una mujer» y «Niégalo Todo» dueto junto a Oscar de León (Homenaje a Julio Jaramillo), además fue designada Embajadora de Buena Voluntad de la UNICEF en el 2012.

## Biografía
Karla Kanora nació el 25 de diciembre de 1976 en Esmeraldas, a los 11 años audicionó para el Coro de la Universidad Luis Vargas Torres convirtiéndose en la primera niña en formar parte de él. A los 13 años se traslada a Guayaquil, su educación secundaria lo cursó en el Colegio Dolores Sucre. Ganó el Concurso “Nuevas voces para viejos pasillos” donde conoció a Inés Hernández quien le permite el ingreso al Conservatorio Antonio Neumane en la misma ciudad. En el 2010, participó en el Concurso "Domingo Legal" de la Cadena Ecuavisa con su primer sencillo "Solo Tú", canción que le permitió iniciar oficialmente su carrera musical.
En 2011, lanza el sencillo «Por Amor» escrita por Fausto Miño y con el mismo nombre presenta su primer álbum.
En 2015, saca su segundo disco denominado "El Ruiseñor" en homenaje a Julio Jaramillo.
Fue parte del jurado en el concurso televisivo Ecuador Tiene Talento junto a Diego Spotorno y Jaime Enrique Aymara.

## Discografía

### Sencillos
- 2010: Solo tú.
- 2011: Por Amor.
- 2011: Falso Malo.
- 2011: Nada.
- 2019: Ven (con Milton Bautista).

### Álbumes
- 2011: Por Amor.
- 2015: El Ruiseñor.

## Premios y reconocimientos
- 1989: Primer Lugar en el Concurso “Nuevas voces para viejos pasillos” con el tema “Romance Criollo de la Niña Guayaquileña”.[8]
- 2009: Ganadora en el reality “El Show de los Sueños, Sangre de mi Sangre” de GamaTV.[9]
- 2011: Solo tu, elegido como tema promocional para el Ecuador de la telenovela Páginas de la Vida de la cadena Globo Tv.[4]
- 2012: Embajadora de Buena Voluntad de UNICEF.[2]